# Corral de Piedra, San Miguel Soyaltepec
Corral de Piedra är en ort i Mexiko.   Den ligger i kommunen San Miguel Soyaltepec och delstaten Oaxaca, i den sydöstra delen av landet, 300 km öster om huvudstaden Mexico City. Corral de Piedra ligger 61 meter över havet och antalet invånare är 1 066.
Terrängen runt Corral de Piedra är platt åt nordost, men åt sydväst är den kuperad. Runt Corral de Piedra är det ganska tätbefolkat, med 160 invånare per kvadratkilometer. Närmaste större samhälle är Isla Soyaltepec, 19,3 km väster om Corral de Piedra. Omgivningarna runt Corral de Piedra är en mosaik av jordbruksmark och naturlig växtlighet.